# Пам'ятки археології Тростянецького району
У Тростянецькому районі Вінницької області під обліком перебуває 26 пам'яток археології.
| №   | Охоронний № | Найменування пам'ятки                                                | Пам'яток у комплексі | Адреса                                    | Дата (епоха)            | Дата відкриття або виявлення | Автори (дослід.)        | Рішення про взяття під охорону |
| --- | ----------- | -------------------------------------------------------------------- | -------------------- | ----------------------------------------- | ----------------------- | ---------------------------- | ----------------------- | ------------------------------ |
| 1.  | 172         | Поселення трипільської культури                                      |                      | смт Тростянець                            | IV-ІІІ тис. до н. е.    | 1966 р.                      | к. і. н. П.І. Хавлюк    | №9617.02.1983 р.               |
| 2.  | 173         | Поселення черняхівської культури                                     |                      | смт Тростянець                            | ІІ-IV ст.ст. н.е.       | 1966 р.                      | к. і. н. П.І. Хавлюк    | №9617.02.1983 р.               |
| 3.  | 174         | Слов'янське поселення                                                |                      | смт Тростянець                            | V-VI ст. ст. н.е.       | 1965 р.                      | к. і. н. П.І. Хавлюк    | №9617.02.1983 р.               |
| 4.  | 927         | Могильник епохи бронзи                                               |                      | с. Буди                                   | ІІ тис. до н.е.         | 1929 р.                      | археолог Т. Зборовський | №31310.06.1971 р.              |
| 5.  | 925         | Група курганів /4/                                                   | 4                    | с. Глибочок                               |                         | 1899 р.                      | археолог Е. Сецинський  | №31310.06.1971 р.              |
| 6.  | 469         | Поселення трипільської культури                                      |                      | с. Гордіївка                              | IV-ІІІ тис. до н. е.    | 1959 р.                      | к. і. н. П.І. Хавлюк    | №9617.02.1983 р.               |
| 7.  |             | Багатошарове поселення доби мезоліту, бронзи та середньовічного часу |                      | м. Митківка                               | ІХ-VIII тис. до н. е.   | 2009 р.                      | к. і. н. Гаскевич Д.Л.  | щойно виявлена                 |
| 8.  | 179         | Слов’янське городище                                                 |                      | с. Ободівка                               | X-XI ст. ст. н.е.       | 1967 р.                      | к. і. н. П.І. Хавлюк    | №31310.06.1971 р.              |
| 9.  | 157         | Поселення передскіфського періоду                                    |                      | с. Ободівка                               | VII-VI ст. ст. до н.е.  | 1963 р.                      | к. і. н. П.І. Хавлюк    | №22822.05.1986 р.              |
| 10. | 158         | Поселення передскіфського періоду                                    |                      | с. Ободівка                               | VII-VI ст. ст. до н.е.  | 1963 р.                      | к. і. н. П.І. Хавлюк    | №22822.05.1986 р.              |
| 11. | 471         | Поселення трипільської культури                                      |                      | с. Оляниця                                | IV-ІІІ тис. до н. е.    | 1966 р.                      | к. і. н. П.І. Хавлюк    | №9617.02.1983 р.               |
| 12. | 472         | Поселення черняхівської культури                                     |                      | с. Оляниця                                | ІІ-IV ст.ст. н.е.       | 1965 р.                      | к. і. н. П.І. Хавлюк    | №9617.02.1983 р.               |
| 13. | 159         | Поселення черняхівської культури                                     |                      | с. Скибинціта с. Губник Гайсинського р-ну | ІІ-IV ст.ст. н.е.       | 1959 р.                      | к. і. н. П.І. Хавлюк    | №22822.05.1986 р.              |
| 14. | 160         | Поселення трипільської культури                                      |                      | с. Тростянчик                             | IV-ІІІ тис. до н. е.    | 1959 р.                      | к. і. н. П.І. Хавлюк    | №22822.05.1986 р.              |
| 15. | 161         | Поселення передскіфського періоду                                    |                      | с. Тростянчик                             | VII-VI ст. ст. до н.е.  | 1959 р.                      | к. і. н. П.І. Хавлюк    | №22822.05.1986 р.              |
| 16. | 162         | Поселення черняхівської культури                                     |                      | с. Тростянчик                             | ІІ-IV ст.ст. н.е.       | 1981 р.                      | к. і. н. П.І. Хавлюк    | №22822.05.1986 р.              |
| 17. | 117         | Могильник курганний                                                  | 6                    | с. Тростянчик                             |                         | 1959 р.                      | к. і. н. П.І. Хавлюк    | №22726.06.1987 р.              |
| 18. | 118         | Кургани                                                              | 2                    | с. Тростянчик                             |                         | 1959 р.                      | к. і. н. П.І. Хавлюк    | №22726.06.1987 р.              |
| 19. | 119         | Могильник курганний                                                  | 2                    | с. Тростянчик                             |                         | 1959 р.                      | к. і. н. П.І. Хавлюк    | №22726.06.1987 р.              |
| 20. | 120         | Кургани (2)                                                          | 2                    | с. Тростянчик                             |                         | 1959 р.                      | к. і. н. П.І. Хавлюк    | №22726.06.1987 р.              |
| 21. | 121         | Курган                                                               |                      | с. Тростянчик                             |                         | 1959 р.                      | к. і. н. П.І. Хавлюк    | №22726.06.1987 р.              |
| 22. | 473         | Поселення черняхівської культури                                     |                      | с. Четвертинівка                          | ІІ-IV ст.ст. н.е.       | 1965 р.                      | к. і. н. П.І. Хавлюк    | №9617.02.1983 р.               |
| 23. | 176         | Поселення епохи пізньої бронзи                                       |                      | с. Четвертинівка                          | XIII-IX ст. ст. до н.е. | 1982 р.                      | к. і. н. П.І. Хавлюк    | №7520.02.1985 р.               |
| 24. | 177         | Скіфські кургани                                                     | 8                    | с. Четвертинівка                          | V-IV ст. ст. до н.е.    | 1981 р.                      | к. і. н. П.І. Хавлюк    | -//-                           |
| 25. | 178         | Скіфський курган                                                     |                      | с. Четвертинівка                          | V-IV ст. ст. до н.е.    | 1981 р.                      | к. і. н. П.І. Хавлюк    | №7520.02.1985 р.               |
| 26. | 179         | Поселення черняхівської культури                                     |                      | с. Четвертинівка                          | ІІ-IV ст.ст. н.е.       | 1982 р.                      | к. і. н. П.І. Хавлюк    | №7520.02.1985 р.               |
|     |             |                                                                      |                      |                                           |                         |                              |                         |                                |

## Джерело
- Пам'ятки Вінницької області